# Turid Birkeland
Pour les articles homonymes, voir Birkeland.
Turid Birkeland, née le 5 novembre 1962 et morte le 24 décembre 2015, est une femme politique et personnalité culturelle norvégienne.
Membre du Parti travailliste norvégien, elle est Ministre de la Culture en 1996-1997. Journaliste, elle travaille notamment à la radio et à la télévision, avant de devenir un cadre dirigeant d'un certain nombre d'organisations culturelles norvégiennes. 

## Carrière
Turid Birkeland dirige l'organisation de jeunesse affiliée au Parti travailliste Arbeidernes Ungdomsfylking de 1989 à 1992.  
Elle est élue comme député suppléante au Parlement de la Norvège en 1985, mais sert comme titulaire pendant l'essentiel de la période, de 1986 à 1989, Knut Frydenlund et Sissel Rønbeck étant appelés au sein du Gouvernement Brundtland II. 
En 1993-1994, elle travaillé pour Norwegian People's Aid ainsi que pour Landsorganisasjonen i Norge, la plus grande des centrales syndicales norvégiennes, à Bruxelles. En 1994, elle soutient l'intégration de la Norvège dans l'Union Européenne,, qui est abandonnée à la suite d'un référendum sur la question.
En 1995-1996, elle travaille comme journaliste à la télévision et à la radio. D'octobre 1996 à octobre 1997, elle est Ministre de la Culture dans le gouvernement de Thorbjørn Jagland. En avril 1997, elle est la première ministre norvégienne à faire une visite officielle à Cuba, dans le cadre d'un accord d'échange culturel,,.
Après l'élection de 1997, Birkeland retrouve son activité de journaliste, à la Reiseradioen puis sur la chaîne NRK 2. Elle est ensuite productrice chez Rubicon TV, de 1999 à 2001, puis directrice de la programmation culturelle dans la Norsk rikskringkasting  (la société norvégienne de radiodiffusion) de 2001 à 2004. 
Elle est également membre du conseil d'administration à Telenor de 2007 à 2012, et de l'Académie de musique à partir de 2009. Elle est membre du conseil d'administration du Festival de musique de chambre de Risør de 1997 à 2001,, puis son directeur général de 2004 à 2010. De juin 2006 à avril 2007, elle dirige Café Solsiden dans la même ville,,. Elle travaille également brièvement à la maison d'édition Piratforlaget entre 2005 et 2006.
Le 16 avril 2012, Birkeland est nommée directeur de Rikskonsertene, une organisation publique de promotion des concerts en Norvège. Elle y succède à Åse Kleveland, son prédécesseur en tant que Ministre de la culture,,. 
En 2011 Birkeland est diagnostiquée comme souffrant de la myélofibrose. Le 24 décembre 2015, elle décède des suites de sa maladie.